# Pimpinella lineariloba
Pimpinella lineariloba là một loài thực vật có hoa trong họ Hoa tán. Loài này được Cannon miêu tả khoa học đầu tiên năm 1970.